# Varguinhas
Leonir Pedro Vargas, mais conhecido como Varguinhas (Irani, 11 de agosto de 1969) é um acordeonista brasileiro.
Faz parte do grupo Os Monarcas desde 1990. Recebeu o Prêmio Vitor Mateus Teixeira da Assembleia Legislativa do Rio Grande do Sul de 2013, na classe "instrumentista".